# Incest

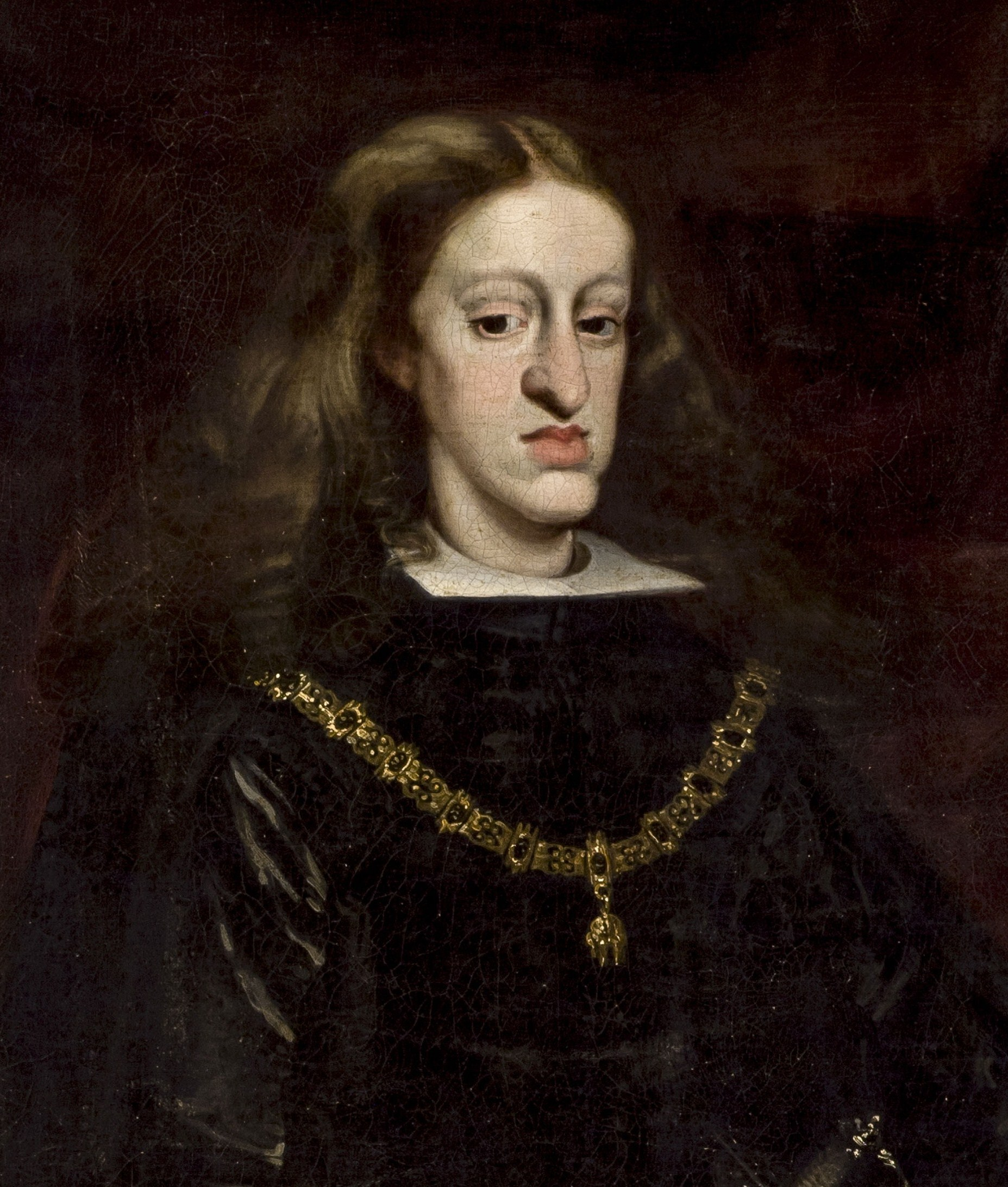
Carol al II-lea al Spaniei, produsul a generații de relații incestuoase în Casa de Habsburg.

Prin incest (în latină incestus) se înțeleg raporturile sexuale între rude în linie directă sau între frați și surori. În majoritatea culturilor, incestul reprezintă un tabu, deoarece are implicații nedorite din punct de vedere biologic/genetic, social și religios.

## Civil și legal

### In România și în Republica Moldova
Atât in România cât și în Republica Moldova, incestul este interzis de legea penală.
În România, incestul este pedepsit de Codul Penal. Articolul 377 stipulează că „Raportul sexual consimțit, săvârșit între rude în linie directă sau între frați și surori, se pedepsește cu închisoarea de la un an la 5 ani.”.
Rude în linie directă desemnează străbunici, bunici, părinți, copii, nepoți, strănepoți, etc. Infracțiunea se realizează, sub aspectul elementului material, printr-un raport sexual, adică un act sexual între două persoane. Infracțiunea se săvârșește cu intenție directă, se consumă în momentul realizării raportului sexual, putând îmbrăca și forma unei infracțiuni săvârșită în forma continuată, când actul sexual se referă la anumite intervale de timp. Tentativa este pedepsită de lege.
În Republica Moldova, Codul penal (art. 201) prevede:
Articolul 201. Incestul (1) Raportul sexual între rude pe linie dreaptă pînă la gradul trei inclusiv, precum și între rude pe linie colaterală (frați, surori), se pedepsește cu închisoare de pînă la 5 ani. (2) Persoanele prevăzute la alin.(1) nu sînt pasibile de răspundere penală dacă, la momentul săvîrșirii faptei, nu au împlinit vîrsta de 18 ani și diferența de vîrstă între ei nu este mai mare de 2 ani. 
Se observă deci, că în Republica Moldova, există o excepție în cazul în care actul are loc între minori cu o diferența de vârstă între ei mai mică de 2 ani (dacă actul nu se încadrează în alte infracțiuni - precum violul de exemplu).

### În alte țări
Societățile umane diferă mult în atitudinile lor față de incest. Deși unele societăți sunt  tolerante, majoritatea descurajează incestul în mod activ, de la propagarea tabuurilor până la incriminarea în coduri penale.
Franța, Olanda, Spania, Turcia, China, Rusia, Coasta de Fildeș, Israel, Benelux și Portugalia nu au interdicții legale asupra incestului între adulți.
Relațiile incestuoase mai sunt interzise în țări ca Ucraina, Slovenia, Slovacia, Polonia, Norvegia, Suedia, Ungaria, Grecia, Bulgaria, Irlanda, Elveția, Croația sau Cipru. În Austria, incestul se pedepsește cu o pedeapsă de până la doi ani de închisoare. În Danemarca, incestul cu un descendent se pedepsește cu până la 6 ani de închisoare, iar sexul între frați se pedepsește cu până la 2 ani de închisoare. În Germania, incestul este ilegal, pedepsindu-se cu până la 3 ani de închisoare, iar în Italia pedeapsa este de la 2 la 8 ani de detenție, limita crescând dacă unul din indivizi este minor.
Codul penal al statului Missouri consideră incest și relația cu copilul vitreg (copilul celuilalt soț născut dintr-o relație anterioară), cât timp căsătoria subzistă. Rezultă că, după divorț, potențialul părinte incestuos s-ar putea și căsători cu fostul copil vitreg.

## Religie
Vechiul Testament interzice incestul, prin textul din Levitic 18:6, în care se prescrie că: Nici unul din voi să nu se apropie de ruda lui de sânge, ca să-i descopere goliciunea. Eu sunt Domnul.
Iar textul care urmează poruncii definește clar cine sunt considerate rude de sânge, respectiv cu cine este interzisă căsătoria. Aceea sunt părinții, părinții vitregi, soră, frate, nepot sau nepoată, mătușă, soția fratelui, mătușa de pe unchi, noră, etc.
După altă traducere, textul sună astfel: Nimeni să nu se apropie de nici o rudă după trup, cu gândul ca să-i descopere goliciunea. Eu sunt Domnul! Sensul este același.

## Mitologie și istorie
În istorie și mitologie sunt citate cazuri celebre de incest. Astfel, Antigona a fost fiica lui Oedip, regele cetății Teba, născută din dragoste incestuoasă a acestuia cu mama sa, Iocasta.
Lucrezia Borgia a fost bănuită de relații incestuoase cu fratele său, Cesare Borgia, și cu tatăl său, Rodrigo Borgia, ajuns papă sub numele de Papa Alexandru al VI-lea.
La 16 octombrie 1793, Maria Antoaneta, regină a Franței a fost executată prin ghilotinare, fiind acuzată de înaltă trădare și de un așa-zis incest cu fiul său, în vârstă de numai 9 ani, ambele acuzații nedovedite însă.